# Jenajski plan nauczania
Jenajski plan nauczania – system dydaktyczno-wychowawczy opracowany w latach 20. XX w. przez Petera Petersena. Realizowany był w Jenie w uniwersyteckiej szkole ćwiczeń w latach 1924–1933. Zakładał zastąpienie nauczania przedmiotowego nauczaniem problemowym.
Celem planu jenajskiego było nauczanie młodzieży w niedużych grupach wzorowanych na rodzinie. Grupy te były tworzone przez uczniów kilku zbliżonych roczników, ich rodziców oraz nauczycieli. Po zakończonym roku szkolnym najstarsze dzieci opuszczały grupę i przechodziły do kolejnej, zaś ich miejsce zajmowały młodsze. W zamyśle Petersena wychowanie miało dominować nad nauczaniem, a nauczyciele powinni przyjmować jedynie rolę doradcy i animatora.